# مسجد سبز
مسجد سبز هو مسجد تاريخي يعود إلى عصر القاجاريون، ويقع في قزوين.